# Hans Heusser
Hans Heusser, né le 8 août 1892 à Zurich et mort le 27 octobre 1942 à Saint-Gall est un compositeur suisse dadaïste.
Dans le contexte des manifestations dadaïstes à Zurich, il élabore une performance totalement iconoclaste. Ses compostions pour piano, harmonium et voix évitent les harmonies traditionnelles, sont très rythmiques, se réfèrent à des cultures prétendument primitives, sont marquées par des dissonances grinçantes.

## Sources
- (en) « Zurich Dada's forgotten music master : Hans Heusser », The Modern Language Review, Modern Humanities Research Association, vol. 110, no 2,‎ avril 2015, p. 491-509 (DOI https://doi.org/10.5699/modelangrevi.110.2.0491)